# 王仁求碑
王仁求碑即大周故河东州刺史之碑，位于云南省安宁市县街街道小石庄村西南的葱蒙卧山中的碑苑内，立于唐武周圣历元年（698年），是目前云南昆明地区唯一留存的唐碑，2006年被国务院公布为第六批全国重点文物保护单位。
从碑文中可知，王仁求生于唐太宗貞觀四年（630年），卒于唐高宗咸亨五年（674年），安宁郡人，祖籍山西太原。咸亨三年（672），以阳瓜州（今巍山彝族回族自治县北）刺史蒙俭为首的大姓贵族的叛乱，王仁求率地方武装助唐平叛，立下战功，被武则天封为河东州刺史。王仁求死后，其子王善宝立碑歌颂其父亲功德，由闾丘均撰文，王善宝书丹。清代乾隆五十二年（1787年），时任云南布政使的金石学家王昶查阅志书，遂派人寻找王仁求墓，因墓而得碑，经其传拓、考释后，此碑大显于世。
王仁求碑通体为红砂石刻，赑屃底座。通高4.01米。碑身高2.03米，宽1.17米，厚0.355米。碑半圆首，高1.09米，径1.34米，上雕有双龙及一佛龛，龛内刻二佛像（头部已毁）。额题刻：“大周故河东州刺史之碑”5行10个楷书大字。碑文34行，行17～51字，计1634字。皆为楷书。碑文中有多达150多个则天文字，具有很高的历史与书法艺术价值。1991年建成碑苑，将碑移至院内亭中保存。
碑文：

- 大周故河东州刺史之碑

- 唐朝故使持节河东州诸军事、河东州刺史、上护军王府君碑铭并序。

- 成都闾丘均文。长子云麾将军行左鹰扬卫翊府中郎将、使持节河东州诸军事、兼河东州刺史、上轻车都尉、新昌县开国子、公士王善宝自书。

- 夫神有所服谓之威，名有所宗谓之德，威非大者则不能以率服，德非厚者则不能以独宗。是故灵凤腾绝于云气，附从众鸟，猛虎耽踞于山林，震恐百兽。岂其缂饰毛羽，以求嘉类之殊，磨利爪牙，以取雄群之势；盖云：才，力所素出；苞，象所自全，固其然也。抑闻赭汗明珠，多从于西域；异物奇玩，必致于南州，期于服用法驾，充光内府，千金是资万乘为器者，何必顾池隍而先贵，黜幽荒而靡录哉！

- 君讳仁求，安宁郡人也。其胄出于太原，因迁播而在焉，十有余世。氏族之系，肇命王子，著显之美，称高汾晋。若忠节义气，祖缵于家风；佐代经时，历书于史笔，被知今古，无及其详。昔有夏之衰，弃稷不务，至乎不窋，用失其官。自窜于戎狄之间，莫怠于先君之业。守以敦笃，奉以忠信。奕世载德，不忝前人。拟之其伦，庶以匹合。清懿有瞩，所居必闻。而太伯逃吴，文身之风既习：少卿降虏，毳幕之化无违。夫岂厌好典文，甘心朴野？事有与适，安土恒尚其宜，时或可从，爱礼必同其欲。祖漏，随别驾，斡具英爽，风理轩迈。鹰扬推于显化，骥足整于长途。转随大都督身日律度，材者梓漆，刘弘望贤于十部，陶侃荣重于八州。君遇行运之秀，德膺鬼神之灵。会道与其貌，天（澶）乃聪。明月在怀，环宝溢目。谓海盖广，宏量停澹而愈深；谓山盖高，岩谷隆邈而难仰。智则有达，明则能通，推可而斯行，择善而后动。不事于所欲，不为于所求。和说所以久持，贞果所以立断，伦叙多其信行，州里高其义声。君有运理群物之才，怀嘉保边裔之略。无待累次，宜综藩条。出身使持节河东州诸军事、河东州刺史、加上护军。由乎大翼负风，凌而池以绝奋；巨鳞激水，期孟孟诸而一宿。若乃训以生聚之方，开其资财之道，颛川泽之利，管山林之饶。内足以养老尽孝，外足以事上供税，力役齐平，教化清静。通其变使人不倦，爱其费使人以时。赏及牛马，恩肥土域。庶心咸服，异俗争归。初之将求宠于大国，以和其民人，招慰奏置姚府以西廿余州，俾睦其德。贪戾君长，负远放命，灾我城邑，延我平人。阳瓜州剌史蒙俭实始其乱。咸亨之岁，犬羊大扰，枭将失律，元凶莫惩。君武则唬阚，义以愤惋，擐犀衣以奋击，驱虎旅而先登。灭其猖狂之种，歼厥逋诛之师。遐垠是赖，到于今而克宁。勋在王室，藏于盟府。则侯子绮吾，破虏截级，中国蒙其惠，帝主劳其身。曾何足尚严遵所谓周密无形为计谋主，坚强不变为国家柱者己。呜呼！舟日故矣，谁留于变化？梁其坏乎，己非于畴昔，圣贤皆死，而道谓何？粤咸亨五年八月十五日疾而终，春秋廿廿四。长子云麾将军、行左鹰扬卫翊府中郎将使持节河东州诸军事、河东州刺史、上轻车都尉、新昌县开国子、公士善宝，炳灵滇水，降神禺山，端俨有望，简贵不杂。音仪朗乎秋月，词令润乎春云。如兰之精，犹金之利。能慈能惠，不忌不克。诚立无易于暗昏，言出必应于远迩。故能保世滋大，昭前之光。鸣将惊人，飞而食肉。张博望收庸于属国，魏献子受钱于和戎。功熙亮彩，职庀中外。虽则符守方镇，恒以宿卫京都。至于朝廷班爵之仪，彝伦上下之序，乐悬礼物之数，军麾国宪之容，莫不悉怀胸襟，流入骨髓。乃感念追远，永言孝思。污隆适从，无所失道。则时兼有，执而能修，张于神明之器，附于绞衾之物。崇其封茔，设此铭表，郁郁润泽，白虎之候可占；洪洪博平，雄龙之象终吉。故其土性淳质有如上代，安错仪轨弗践终经。闻斯行诸，宜我告始。则知礼敬合葬，自周公而乃来；古不高坟，傅孔丘而共立。固非率而作者，聊使于事业；迹而用者，遂成于典谟。夫身已没而名不尽，世弥久而功俞劭。凡百彦哲，乎镌纪。一称至行，二美具存，爱之斯录之矣，敬之斯尽其道焉。

- 铭曰：先王疆理，其义宾睦。小子，守终纯固。振鳞洪波，骧首而路。开置郡道，招携款慕。平此凶骄，扫兹氛露。高烈时畅，懋赏帷嘉，敦爱种落，辅助邦家。曾闻仁善，享寿宜遐。奈何不续，黄鸟嗟嗟。先以远日，安其宅兆，墓门将闭，阴堂不晓。幂漠陇烟，哀栖山鸟。行人堕泪，空见铭表。

- 圣历元年正月拾柒日葬，其年拾柒日立。

## 延伸阅读
- 《滇南古金石錄·唐王仁求碑》